# Plectris ceylanica
Plectris ceylanica är en skalbaggsart som beskrevs av Anton Franz Nonfried 1894. Plectris ceylanica ingår i släktet Plectris och familjen Melolonthidae. Inga underarter finns listade i Catalogue of Life.